# Tvorba peněz

Trh peněz, kde vertikála M/P udává nabídku peněz s peněžní zásobou M1 a křivka L poptávku po penězích v závislosti na úrokové sazbě.

Tvorba peněz nebo vydávání peněz je proces, kterým se zvyšuje nabídka peněz v zemi nebo v ekonomické nebo peněžní oblasti Ve většině moderních ekonomik je většina peněžní zásoby ve formě bankovních vkladů.
Centrální banky sledují množství peněz v ekonomice měřením tzv. peněžních agregátů.

## Peněžní zásoba
Pojem „peněžní zásoba“ běžně označuje celková, bezpečná finanční aktiva, která mohou domácnosti a podniky použít k provádění plateb nebo k držení jako krátkodobé investice. Peněžní zásoba se měří pomocí takzvaných „peněžních agregátů“ definovaných podle jejich příslušné úrovně likvidity. Ve Spojených státech (v ČR podobné), například:
- M0: součet všech fyzických měn včetně ražení mincí.
- M0: federální rezervní bankovky + americké bankovky + mince. Není důležité, zda je měna držena uvnitř nebo vně systému privátního bankovnictví jako rezervy.
- M1: celková částka M0 (hotovost / mince) mimo systém privátního bankovnictví plus částka vkladů na požádání, cestovních šeků a dalších ověřitelných vkladů
- M2: M1 + většina spořicích účtů, účty peněžního trhu, retailové peněžní podílové fondy a termínované vklady s malou nominální hodnotou (vkladové certifikáty pod 100 000 USD).

Rozumí se, že peněžní zásoba roste prostřednictvím aktivit vládních úřadů centrální bankou národa a obchodními bankami.

## Tvorba peněz centrální bankou
Orgánem, jehož prostřednictvím je měnová politika prováděna, je centrální banka národa. Mandát centrální banky obvykle zahrnuje buď jeden ze tří následujících cílů, nebo jejich kombinaci, v různém pořadí preferencí, podle země nebo regionu:
- cenová stabilita, tj. inflační cílení;
- usnadnění maximální zaměstnanosti v ekonomice;
- zajištění střednědobých a dlouhodobých úrokových sazeb.

### Měnová politika
Měnová politika je proces, kterým měnová autorita země, obvykle centrální banka (nebo měnová rada), řídí úroveň krátkodobých úrokových sazeb a ovlivňuje dostupnost a cenu úvěru v ekonomice i v celkové ekonomické aktivitě. Centrální banky provádějí měnovou politiku obvykle prostřednictvím operací na volném trhu. Nákup dluhu a výsledné zvýšení bankovních rezerv se nazývá „peněžní uvolňování“. Mimořádný proces uvolňování měny se označuje jako „kvantitativní uvolňování“, jehož záměrem je stimulovat ekonomiku zvyšováním likvidity a podporou bankovních půjček.

## Proces tvorby peněz komerčními bankami
Centrální banka, nemá přímou doslovnou kontrolu nad tvorbou peněžní zásoby, pouze poskytuje toto privilegium komerečním bankám, kdykoli si člověk například vezme novou hypotéku v bance, vznikají nové peníze. Jedná se i o reakci bankovního sektoru na prodeje cenných papírů mezi komerčními bankami a centrální bankou.

### Jednoduchý depozitní multiplikátor (ηD)
Udává, kolikrát bude celková změna deposit vyšší, než původní změna povinných rezerv neboli hodnota prodaných cenných papírů centrální bance.
{\displaystyle \eta D={\frac {1}{PMR}}\cdot PV}
PMR = Povinné minimální rezervy
PV = původní vklad

### Nabídka peněz
Neboli také peněžní zásoba. Je vyjádřeny pomocí měnového agregátu M1 a jednoduchého depozitního multiplikátoru.
{\displaystyle M1=\eta D*MB}
MB = Měnová báze

### Multiplikace depozit
Uložení 100 jednotek měny do komerční banky. Banka odvádí PMR a zbývá jí 98 jednotek měny na půjčení. V modelu s jednou komerční bankou se půjčka připisuje zpět na účet a banka z těchto 98 jednotek měny znovu odvádí PMR. Proces se nadále opakuje a celková změna depozit je udávána právě jednoduchým depozitním multiplikátorem.